# تاريخ الجزر البريطانية
شهد تاريخ الجزر البريطانية فترات متقطعة من التنافس والتعاون بين سكان مختلف المناطق التي تشكل الجزر البريطانية وهي بريطانيا العظمى وأيرلندا والجزر الصغيرة المجاورة لها.
في وقتنا الحاضر فإن الجزر البريطانية تضم دولتين ذات سيادة هي: جمهورية أيرلندا، والمملكة المتحدة، كما توجد ثلاثة دول تتبع العرش وهي: جيرنزي، وجيرزي، وجزيرة مان. تضم المملكة المتحدة كلاً من إنجلترا، وأيرلندا الشمالية، واسكتلندا، وويلز ولكلٍ من دول المملكة المتحدة تاريخها الخاص والتي كانت دولاً مستقلة في وقت واحد ما عدا أيرلندا الشمالية. تاريخ تشكل المملكة المتحدة معقد جداً.
العاهل البريطاني كان رأس الدولة لكل الجزر البريطانية في اتحاد التيجان في 1603 وحتى صدور قانون جمهورية أيرلندا في 1949، مع أن مصطلح الجزر البريطانية لم يكن مستخدماً في ذلك الوقت. بالإضافة لذلك، فإن المؤرخين المحليين بدأوا بتجنب مصطلح الجزر البريطانية وخصوصاً بعد استقلال جزء كبير من أيرلندا نظراً لتعقد العلاقات بين سكان الأرخبيل.

## ما قبل التاريخ

### فترتا العصر الحجري القديم والعصر الحجري المتوسط
تميز العصر الحجري القديم والعصر الحجري المتوسط بالاقتصاد القائم على الصيد وجمع الثمار، والاعتماد على الأدوات المصنوعة من الأحجار.

#### العصر الحجري القديم
شهدت فترة العصر الحجري القديم السفلي في الجزر البريطانية أول سكن معروف في المنطقة لأسلاف البشر، وتحديدًا إنسان هايدلبيرغ المنقرض.
من أبرز المواقع الأثرية التي يرجع تاريخها إلى هذه الفترة موقع مقلع بوكسغروف غرب ساسكس، جنوب إنجلترا.

#### العصر الحجري المتوسط (10000 حتى 4500 قبل الميلاد)
بحلول العصر الحجري المتوسط، كان الإنسان العاقل، أو الإنسان الحديث، هو النوع الوحيد من أسلاف الإنسان الذي ما يزال على قيد الحياة في الجزر البريطانية. وكانت الجزر البريطانية تتصل بأوروبا القارية من خلال منطقة تسمى دوغرلاند.

### العصر الحجري الحديث والعصر البرونزي (4500 إلى 600 قبل الميلاد)
في الجزر البريطانية، شهد العصر الحجري الحديث والعصر البرونزي تغير المجتمع البريطاني والأيرلندي والمعالم البيئية. إذ بدأ تبني الزراعة، بسبب تخلي المجتمعات عن أساليب وجودها القائمة على الصيد وجمع الثمار.

### العصر الحديدي (1200 قبل الميلاد حتى 600 م)
يتميز العصر الحديدي البريطاني بتبني الحديد، مثلما يوحي اسمه، وهو المعدن الذي كان يستخدم لإنتاج مجموعة متنوعة من الأدوات والزخارف والأسلحة المختلفة.
في سياق الألفية الأولى قبل الميلاد، وربما قبل ذلك، أدى مزيج من الانتشار الثقافي والهجرة من أوروبا القارية إلى ظهور اللغات الكلتية في الجزر، ما أدى في النهاية إلى ظهور مجموعة اللغات الكلتية الجزيرية، ولا يُعرف ما اللغات التي كانت تستخدم في الجزر قبلها، ولكن من المفترض أنها كانت من اللغات قبل الهندو أوروبية.

## الفترة الكلاسيكية
في عامي 55 و54 قبل الميلاد، شن الجنرال الروماني والديكتاتور المستقبلي غايوس يوليوس قيصر غزوتين منفصلتين على الجزر البريطانية، على الرغم من أن أيًا منهما لم يؤد إلى احتلال روماني كامل للجزيرة. في عام 43 بعد الميلاد، أصبح جنوب بريطانيا جزءًا من الإمبراطورية الرومانية. وعند حكم نيرون، امتدت بريطانيا الرومانية إلى أقصى الشمال حتى ليندوم (لنكولن). ثم أصبح غايوس سويتونيوس بولينوس، فاتح موريطنية (الجزائر والمغرب حاليًا)، حاكمًا لبريطانيا، وقضى معظم فترة حكمه في حملات على ويلز. وفي النهاية عام 60 بعد الميلاد، حاصر آخر مقاومة وآخر الدرويد (كهنة الكلت) في جزيرة مونا (أنغلزي). قاد بولينوس جيشه عبر مضيق ميناي وذبح الدرويد وأحرق بساتينهم المقدسة. في لحظة الانتصار، وردت أنباء عن اندلاع ثورة بوديكا في شرق أنجليا.
أعقب قمع ثورة بوديكا فترة من التوسع الروماني، بما في ذلك إخضاع جنوب ويلز. بين عامي 77 و83 بعد الميلاد، قاد الحاكم الجديد نيياس جولياس أغريقولا سلسلة من الحملات التي وسعت النطاق بشكل كبير، فقد استولى على شمال ويلز وشمال بريطانيا ومعظم كالدونيا (إسكتلندا). قاتل الكلتيون بتصميم وصمود، لكنهم واجهوا جيشًا متفوقًا ومحترفًا، ومن المحتمل أن يكون ما بين 100.000 و250.000 قد لقوا حتفهم في فترة الفتح الروماني.

## فترة العصور الوسطى

### العصور الوسطى المبكرة
شهدت فترة العصور الوسطى المبكرة بدءًا من القرن الخامس سلسلة من غزوات الساكسونيين الناطقين باللغات الجرمانية ضد بريطانيا. ثم تشكلت الممالك الأنجلوسكسونية، ومن خلال الحروب مع الدول البريطانية، أصبحت تدريجيًا تغطي أراضي إنجلترا الحالية. نحو عام 600، ظهرت سبع ممالك رئيسية، لتبدأ ما يسمى بفترة حكم السلطة. خلال تلك الفترة، جرى تنصير الدول الأنجلوسكسونية (بدأ تنصير الدول البريطانية قبل ذلك بكثير). وفي القرن التاسع، غزا الفايكنغ من إسكندنافيا معظم إنجلترا. نجت مملكة ويسيكس تحت حكم ألفريد العظيم منهم، بل وتمكنت من إعادة احتلال إنجلترا وتوحيدها خلال القرن العاشر، قبل أن تتوج سلسلة جديدة من الغزوات الدنماركية في أواخر القرن العاشر وأوائل القرن الحادي عشر بإخضاع إنجلترا للدنمارك تحت قيادة كانوت العظيم. أطيح بالحكم الدنماركي وأعيد بيت ويسيكس المحلي إلى السلطة تحت حكم إدوارد المعترف لمدة عقدين تقريبًا حتى وفاته عام 1066.